# شارلي كاريير
شارلي كاريير (بالفرنسية: Charly Charrier)‏ (27 مايو 1986 بلاروش سور يون في فرنسا - ) هو لاعب كرة قدم فرنسي في مركز الوسط. لعب مع نادي غانغون ونادي كان وVendée Poiré-sur-Vie Football ‏ وLuçon FC ‏.

## روابط خارجية
- شارلي كاريير على موقع رابطة كرة القدم الفرنسية للمحترفين (الإنجليزية)
- شارلي كاريير على موقع قاعدة بيانات كرة القدم.إي يو (الإنجليزية)
- شارلي كاريير على موقع ليكيب (الفرنسية)
- شارلي كاريير على موقع Soccerway.com (الإنجليزية)
- شارلي كاريير على موقع AS.com (الإسبانية)